# Cyklononan
Cyklononan (C9H18) je organická sloučenina, konkrétně uhlovodík (cykloalkan s devíti atomy uhlíku v molekule).